# オクラホマ・キッド
『オクラホマ・キッド』（The Oklahoma Kid）は1939年のアメリカ合衆国の西部劇映画。
ロイド・ベーコン監督の作品で、出演はジェームズ・キャグニーやハンフリー・ボガートなど。

## ストーリー
ネイティブアメリカンから金で奪った土地に、開拓者達が群がる。その中には正義漢ジョン・キンケイドと長男ネッド、判事ハードウィックと娘ジェーン、悪人ホイップ・マッコードとその一味などもいた。町は急速に発展するが、賭博場を開いたマッコード一味の度重なる悪事に悩まされてもいた。法の支配による町の浄化を目指し市長に立候補したジョンは、マッコードにより 殺人の疑いをかけられ、投獄されてしまう。無法者オクラホマ・キッドこと、ジョンの次男ジムは牢に忍び込み、父を逃がそうとするが拒まれる。マッコードは町民を煽り、ジョンを処刑する。怒りに駆られたキッドはマッコードの部下を次々に殺す。保安官になった兄ネッドはマッコードに撃たれるものの、キッドと格闘するマッコードを射殺し 自らも息絶える。キッドはジェーンと結婚しアリゾナへ向かう。

## キャスト
※括弧内は日本語吹替（テレビ版）
- オクラホマ・キッドことジム・キンケイド：ジェームズ・キャグニー（近石真介）
- ウィップ・マコード：ハンフリー・ボガート（久米明）
- ジェーン・ハードウィック：ローズマリー・レイン（英語版）
- ハードウィック裁判官：ドナルド・クリスプ
- ネッド・キンケイド：ハーヴェイ・スティーヴンス（千葉耕市）
- アレック・マーティン：チャールズ・ミドルトン
- ウェス・ハンドリー：ワード・ボンド

## スタッフ
- 監督：ロイド・ベーコン
- 製作：サミュエル・ビスコフ、ハル・B・ウォリス
- 原作：エドワード・E・パラモア・Jr.、ウォーリー・クライン
- 脚本：エドワード・E・パラモア・Jr.、ロバート・バックナー
- 撮影：ジェームズ・ウォン・ハウ
- 編集：オーウェン・マークス
- 音楽：マックス・スタイナー